# Rifugio Albert Deffeyes
Das Rifugio Albert Deffeyes ist eine Schutzhütte im Aostatal in den Grajischen Alpen. Sie liegt in einer Höhe von 2494 m s.l.m. innerhalb der Gemeinde La Thuile, in unmittelbarer Nähe des Bergsees Lago inferiore del Ruitor oder Lac inférieur du Ruitor (frz.). Die Hütte wird von Mitte Juni bis Mitte September bewirtschaftet und bietet in dieser Zeit 92 Bergsteigern Schlafplätze.
Die Hütte liegt am Höhenweg Nr. 2 des Aostatals. Vom Rifugio hat man einen schönen Blick auf die 3.486 m hohe Testa del Rutor (frz. Tête du Ruitor) sowie auf den Rutor-Gletscher, der zu den größten im Aostatal zählt.

## Anstieg
Der Weg zur Hütte beginnt am 1.607 m hoch gelegenen Parkplatz der Teilgemeinde La Joux und führt in Richtung der sehenswerten 3 Rutor-Wasserfälle, denen der Weg zunächst folgt. Schließlich erreicht man die Alp du glacier, die in der Nähe eines Sees liegt. Nach dem Passieren dieser kleinen Ebene steigt der Pfad steiler an. Die Schutzhütte kann man aufgrund der versteckten Lage erst auf den letzten Metern des Anstiegs sehen.
Für den gesamten Weg vom Parkplatz in La Joux bis zur Deffeyes Hütte sind zwischen zweieinhalb und drei Stunden zu veranschlagen.

## Geschichte
Die Hütte wurde im Jahr 1953 eröffnet und ist dem Lokalpolitiker Albert Deffeyes gewidmet.

## Tourenmöglichkeiten
Die Schutzhütte liegt auf einer seenreichen Ebene. Die kleinen Gletscherseen wie den Belle Combe Seen können leicht erreicht werden.

### Übergänge
- Übergang zur Schutzhütte Rifugio degli Angeli al Morion – (2.916 m)
- Übergang nach La Salle – über den Passo Alto (2.860 m)

### Gipfeltouren
Folgende Gipfel können von der Hütte erreicht werden:
- Testa del Rutor (Tête du Ruitor) – 3.486 m
- Grand Assaly – 3.174 m
- Mont Monchette – 3.035 m
- Becca du Lac – 3.396 m
- Doravidi – 3.441 m
- Becca blanche – 3.396 m
- Becca noire – 3.396 m
- Mont Paramont – 3.396 m